# Pirofosfato de geranilo
El pirofosfato de geranilo o geranil pirofosfato es un intermediario de la vía del mevalonato también llamada vía de la HMG-CoA reductasa, la cual es usada por los organismos en la biosíntesis del pirofosfato de farnesilo, geranilgeranil pirofosfato, colesterol y terpenoides. 

Versión simplificada de la vía sintética de esteroides mostrando los intermedios: isopentenil pirofosfato (IPP), dimetilalil pirofosfato (DMAPP), pirofosfato de geranilo (GPP) y escualeno. Otros intermediarios han sido omitidos.

## Compuestos relacionados
- Geraniol
- Pirofosfato de farnesilo
- Geranilgeranil pirofosfato